# Cantonul Pont-Audemer
Cantonul Pont-Audemer este un canton din arondismentul Bernay, departamentul Eure, regiunea Haute-Normandie, Franța.

## Comune
- Campigny
- Colletot
- Corneville-sur-Risle
- Fourmetot
- Manneville-sur-Risle
- Pont-Audemer (reședință)
- Les Préaux
- Saint-Germain-Village
- Saint-Mards-de-Blacarville
- Saint-Symphorien
- Selles
- Tourville-sur-Pont-Audemer
- Toutainville
- Triqueville